# Botanische Jahrbücher für Systematik, Pflanzengeschichte und Pflanzengeographie
Botanische Jahrbücher für Systematik, Pflanzengeschichte und Pflanzengeographie, (abreviado como Bot. Jahrb. Syst.), é uma revista de botânica que foi fundada por Adolf Engler e que propunha ser um Anuário botânico para a sistemática, filogenia das plantas e a fitogeografia ISSN 0006-8152), foi publicada em Leipzig, Alemanha, e continuou a sua publicação desde 1881 até à actualidade. Em 2010, esta publicação mudou o seu nome para Plant diversity and evolution: Phylogeny, biogeography, structure and function. ISSN 1869-6155.